# خميرة
الخميرة أو الخمائر، هي كائنات حقيقية النواة أحادية الخلية، تنتمي إلى مملكة الفطريات. يعود تاريخ ظهورها إلى مئات الملايين من السنين، ويُعرف حاليًا نحو 1500 نوع منها، مما يشكل ما يقارب 1% من إجمالي الأنواع الفطرية الموصوفة.
تتمتع بعض أنواع الخمائر بالقدرة على اكتساب خصائص متعددة الخلايا، حيث تُكوّن سلاسل من الخلايا المتصلة عبر التبرعم، تُعرف بالخيوط الكاذبة أو الخيوط الفطرية أو تتطور سريعًا إلى تجمعات خلوية متعددة ذات عضيات متخصصة. يختلف حجم الخمائر تبعًا للنوع والبيئة، حيث يتراوح قطرها عادة بين 3 و4 ميكرومتر، بينما يمكن لبعضها أن ينمو ليصل إلى 40 ميكرومتر. تتكاثر غالبية الخمائر لا جنسيًا عبر الانقسام المتساوي، وغالبًا من خلال عملية التبرعم، وهو انقسام غير متماثل. ونظرًا لطبيعتها أحادية الخلية، تختلف الخمائر عن الفطريات العفنة التي تنمو على شكل خيوط فطرية. أما الفطريات القادرة على التكيف بين الحالتين وفقًا للظروف البيئية، فتُعرف بالفطريات ثنائية الشكل.
تُعد خميرة البيرة من أكثر الأنواع شهرة، حيث تقوم بتحويل الكربوهيدرات إلى ثاني أكسيد الكربون وكحول بعملية تسمى التخمير، وهي خاصية استُخدمت منذ آلاف السنين في الخبز وصناعة المشروبات الكحولية. كما أن هذا النوع يُعتبر نموذجًا مهمًا في الأبحاث العلمية الحديثة حول بيولوجيا الخلايا الحقيقية النواة، إذ يتم زراعته لدراسة تفاصيل الخلية الحية وفهم بيولوجيا الإنسان. في المقابل، هناك أنواع أخرى مثل مبيضة بيضاء، التي تُعرف بكونها مسببة للعدوى الانتهازية، حيث يمكن أن تتسبب في التهابات لدى البشر. في السنوات الأخيرة، استُخدمت الخمائر في توليد الكهرباء عبر خلايا الوقود الميكروبية، كما لعبت دورًا في إنتاج الإيثانول لصناعة الوقود الحيوي.

لا تنتمي الخمائر إلى مجموعة تصنيفية أو تطورية واحدة، حيث يُستخدم مصطلح "الخميرة" غالبًا للإشارة إلى خميرة البيرة، إلا أن التنوع التطوري للخمائر يُبرز انتماءها إلى فصيلتين منفصلتين: الفطريات الزقية والفطريات الدعامية. وتُصنَّف الخمائر المتبرعمة، أو ما يُعرف بـ"الخمائر الحقيقية"، ضمن رتبة السكيريات التابعة لفصيلة الفطريات الزقية.

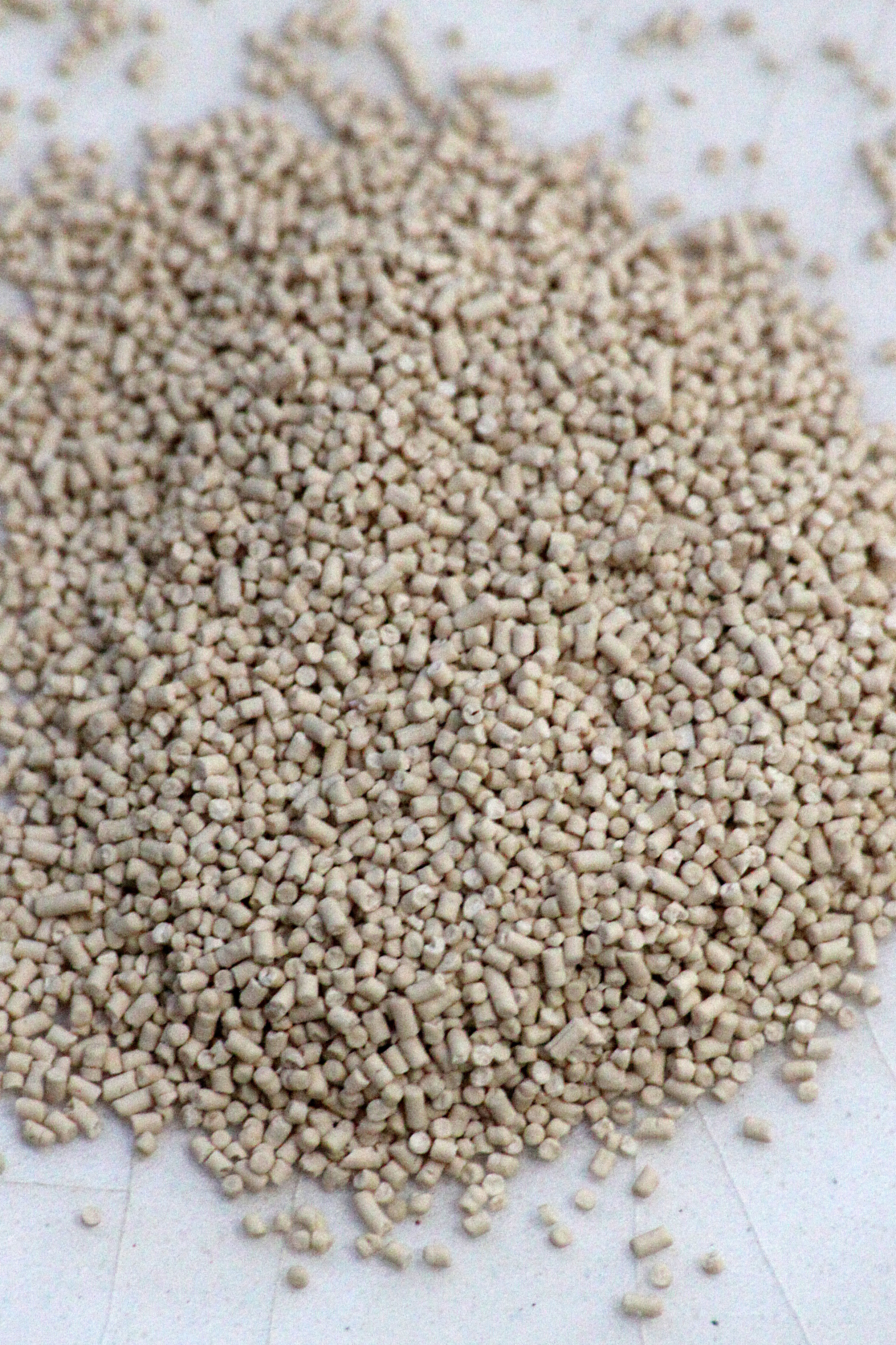
خميرة فورية

## تاريخ
يعود الفضل في اكتشاف طبيعة الخمائر إلى العالم الفرنسي لويس باستور، حيث ربط في دراسته حول الخمور (Études sur la bière) ظاهرة التخمّر بهذه الكائنات الدقيقة. وأثبت أن عملية التخمّر لا تحدث بدون الخميرة، كما أوضح أن وجود جراثيم أخرى قد يعوق عملها.
لعبت الخمائر على مر التاريخ دورًا مهمًا – ولا تزال – في حياة الإنسان، حيث استخدمتها الحضارات القديمة في بلاد العالم القديم وشرق البحر الأبيض المتوسط. ومع ذلك، من غير المرجح أن الناس في ذلك الوقت كانوا يدركون أن هذه الظاهرة مرتبطة بفطريات معينة. واليوم، تُعد الخمائر من أهم الكائنات الدقيقة في المجال الاقتصادي والتجاري.
تتمتع الفطريات، وخاصة الخمائر، بأهمية اقتصادية كبيرة، حيث تلعب دورًا أساسيًا في عملية التخمّر في العديد من الصناعات الغذائية، مثل إنتاج الأجبان، وصناعة الخبز، والمشروبات الكحولية. يستخدم الإنسان الخميرة في صناعة الخبز والمعجنات، بالإضافة إلى تصنيع المشروبات الكحولية. كما بدأ استخدام بعض أنواع الخمائر في أوائل القرن العشرين كمصدر رئيسي لإنتاج المضادات الحيوية، مثل البنسلين.

## استخداماتها
-الجعة,, يوجد نوع آخر من الخميرة المستخدمة تجاريًا يسمى خميرة البيرة، وهي لا تستطيع أن تؤثر مباشرة على الحبوب المستخدمة في تصنيع البيرة (الجعة). ولذلك فإن القائمين على صناعة البيرة مثلاً يقومون أولاً بتحويل النشاء الموجود في الحبوب إلى سكَّر عن طريق عملية تصنيعية تسمى الإنتاش. تضاف الخميرة بعد ذلك لتحويل السكَّر إلى كحول. يستخدم القائمون على صناعة البيرة غاز ثاني أكسيد الكربون الناتج لإضافة الكربونات للبيرة وإضافة ثاني أكسيد الكربون إلى البيرة قبل التعبئة.
-النبيذ تعتمد الخميرة المستخدمة في صناعة النبيذ على السكَّر الموجود في العنب والفواكه الأخرى، لتنتج الكحول خلال عملية التخمير. وفي معظم أنواع النبيذ، يترك غاز ثاني أكسيد الكربون الناتج أثناء التخمير ليتسرب إلى الهواء الخارجي. ولكن في بعض أنواع المشروبات الفوارة يوفر غاز ثاني أكسيد الكربون الفقاقيع المميزة لهذه الأنواع من المشروبات الكحولية.
-الخبز
- ومن الاستخدامات الأخرى للخميرة إنتاج مادة داعمة للغذاء تسمى البروتين أحادي الخلية (بروتين الخلية الواحدة).
- تقوم بعض أنواع الخميرة بإنتاج كميات كبيرة من فيتامين معين. وعلى ذلك فهي تُستَخدم لإنتاج هذا الفيتامين على مستوى تجاري.
- تستطيع بعض أنواع أخرى من الخميرة ((مثل الخميرة المستخدمة في صناعة البيرة)) امتصاص وتخزين الفيتامينات الموجودة في غذائها، ويقوم الإنسان بتناول هذه الخمائر بوصفها مصدرًا إضافيًا للفيتامينات.
تُنتِج بعض أنواع الخمائر كميات كبيرة من بعض المركبات المهمة مثل الدهن، أو الجلسرين، أو الكحول الصناعي، وعددًا من الأنزيمات. وتُستَخدم هذه الخمائر في الإنتاج الصناعي لهذه المركبات.

## فوائد الخمائر
1. تعتبر الخميرة من أغنى المصادر بالحديد العضوي (وهو الشكل الطبيعي للحديد العضوي) غني بالزنك.
2. مصدر واسع للفيتامينات العضوية الطبيعية ما عدا فيتامين B12.
3. منجم طبيعي للمعادن النادرة بالجسم، وهي مصدر مهم للبروتين ومصدر للأحماض الأمينية.
4. تخفض مستوى الكوليسترول بالدم عند مزجه مع اللستين كما أنها تخفف حدة أوجاع وآلام التهاب الأعصاب.
5. تعتبر الخميرة طعاماً كاملاً حيث إن الخميرة غنية بالفوسفور، فالأفضل زيادة تناول الكالسيوم كشرب الحليب معها، حيث إن الفوسفور يساعد على إخراج الكالسيوم من الجسم، والاستعمال الجيد هو بزيادة الفيتامين بي مركب والكالسيوم عند تناول الخميرة مما يؤدي إلى تحسين أداء الخميرة.
6. تناول الخميرة مع الماء يعيد الحيوية والنشاط إلى الجسم المنهك خلال دقائق. هذا المفعول يدوم ساعات.
7. جرعات عالية تهدئ الأعصاب، تعدل المزاج، تحسن النوم، تستعمل في علاج المصران الأعور، والشقيقة.
8. الخمائر مصدر غني بعنصر الكروميوم الذي يعالج مرض السكري (النوع الثاني).
9. تستعمل الخميرة في علاج حساسية الجلد، وفي صناعة ماسكات الوجه وفي التجميل، وفي علاج حب الشباب.
10. تعتبر منشطاً للمناعة بالجسم وتزيل تأثير الأشعة فوق البنفسجية الشمسية التي تؤدي إلى ضعف المناعة في الجسم أمام الالتهابات والسرطانات.
11. تعالج مرض النقرس.
12. مصدر غني بالزنك.

## المعلومات الغذائية
تحتوي كل 100 غ من الخميرة، بحسب وزارة الزراعة الأميركية على المعلومات الغذائية التالية :
- السعرات الحرارية: 158
- الدهون: 0
- الكاربوهيدرات: 11.80
- الألياف: 3
- البروتينات: 45%
- الكولسترول: 0

خميرة الفُطْر الموجودة في الهواء تُستخدم لتخمير الخبز الذي يعدّه الإنسان وزيادة حجمه، وذلك قبل الإنتاج الصناعي للخميرة في الثمانينيات من القرن التاسع عشر. في هذه الفترة، كان الأفراد يقومون بإعداد العجينة وتركها في الهواء بدون غطاء حتى تهبط عليها الخميرة الموجودة في الهواء وتبدأ عملية التخمر. وفي فترة لاحقة، يتم استخدام الخميرة الزائدة عن احتياجات صناعة البيرة والنبيذ في صناعة الخبز، وكانت هذه الخميرة تسمى خميرة البيرة. وحينما تحول إنتاج خميرة الخبز إلى صناعة اعتمد المنتجون في إنتاجها على الحبوب بعد تحويل الحبوب إلى ملْت (تحويل النشا إلى سكَّر)

## كيف يتم تصنيعها
يتم إنتاج خميرة الخباز اليوم على المولاس الذي يتكون أساسًا من السكَّر. ويتم إنتاج خميرة الخبز في صورتين إحداهما تكون فيها الخميرة في صورة أقراص لينة وطرية الملمس تسمى أقراص الخميرة المكبوسة الطازجة. أما الصورة الأخرى فتكون الخميرة فيها على صورة حبيبات جافة. وتتكون أقراص الخميرة المكبوسة من خلايا خميرة حية.
أما الخميرة في حالة الخميرة الجافة، فتكون في صورة خلايا حيّة ولكنها ليست نشطة. ويلزم مزج الخميرة الجافة أولاً بكمية من الماء الدافئ قبل أن تبدأ خلايا الخميرة في النمو.
يجب أن تُحفَظ أقراص الخميرة الطازجة بالتبريد، وقد تفسد وهي على هذه الهيئة بعد حوالي ستة أسابيع. ولا تحفظ الخميرة الجافة بالتبريد ولكن يمكن تخزينها لفترة أطول إذا ما تم حفظها في حالة مبردة.